# Association sportive Bambey
Pour la section féminine, voir Association sportive Bambey (féminines).
Actualités
Association sportive Bambey est un club de football sénégalais basé à Bambey.

## Histoire
Association sportive de Bambey est un club de football sénégalais basé à Bambey dans la région de Diourbel. Il a été créé en 1965. Le club évolue en Ligue 2. Il est la section masculine de football de AS Bambey.
AS Bambey a été finaliste du championnat du Sénégal de football de quatrième division (National 2) en 2023.
Le club accède pour la première fois de son histoire en ligue sénégalaise de football professionnel et va disputer la Ligue 2 pour la saison 2024-2025.

## Palmarès
- National 2
  - Finaliste en 2023